# ソリカムスク
ソリカムスク（ロシア語: Соликамск, Solikamsk）は、ロシア連邦のペルミ地方にある都市。人口は8万9743人（2021年）で、同地方において3番目に大きな都市である。ソリカムスクの地名は塩を表すсольとカマ川のКамаに地名語尾のскがついたものでロシアの名家ストロガノフ家はこの街と周辺に国内最大の岩塩の採掘施設を設けた。

## 歴史
ソリカムスクについての最も古い記録には1430年にУсолье на Камскомとして記されているものである。17世紀以降、ヨーロッパロシアとシベリアをつなぐ唯一の陸路であったバビノフ道の始点となったため急速に成長した。17世紀中盤からは銅鋳物の街としても栄えた。その後エカテリンブルクやペルミが発展しはじめ、シベリアへの新たな道シベリアルートができるとソリカムスクの重要性は下がり街は徐々に衰退した。
紋章
1783年7月17日にソリカムスクに紋章が付与された。左上にはペルミ県の紋章がある。ソリカムスクは当時ロシアで最大の塩とマグネシウムの生産地であったため、塩の井戸が使用された。

## 人口推移
- 110,098人（1989年）
- 102,531人（2002年）
- 97,384人（2010年）
- 89,473人（2021年）

## 経済
肥料として使える塩化カリウムが経済を支えている。そのほか、塩、マグネシウム、希土類を産する。
ロシアの肥料大手Silvinitが塩化カリウム肥料の生産を行っている。

## ギャラリー

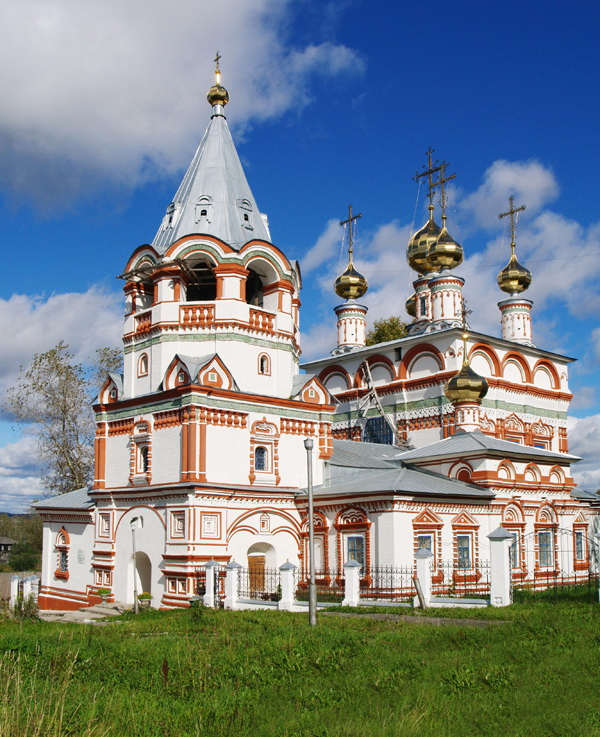
The Epiphany Church, 1688–95
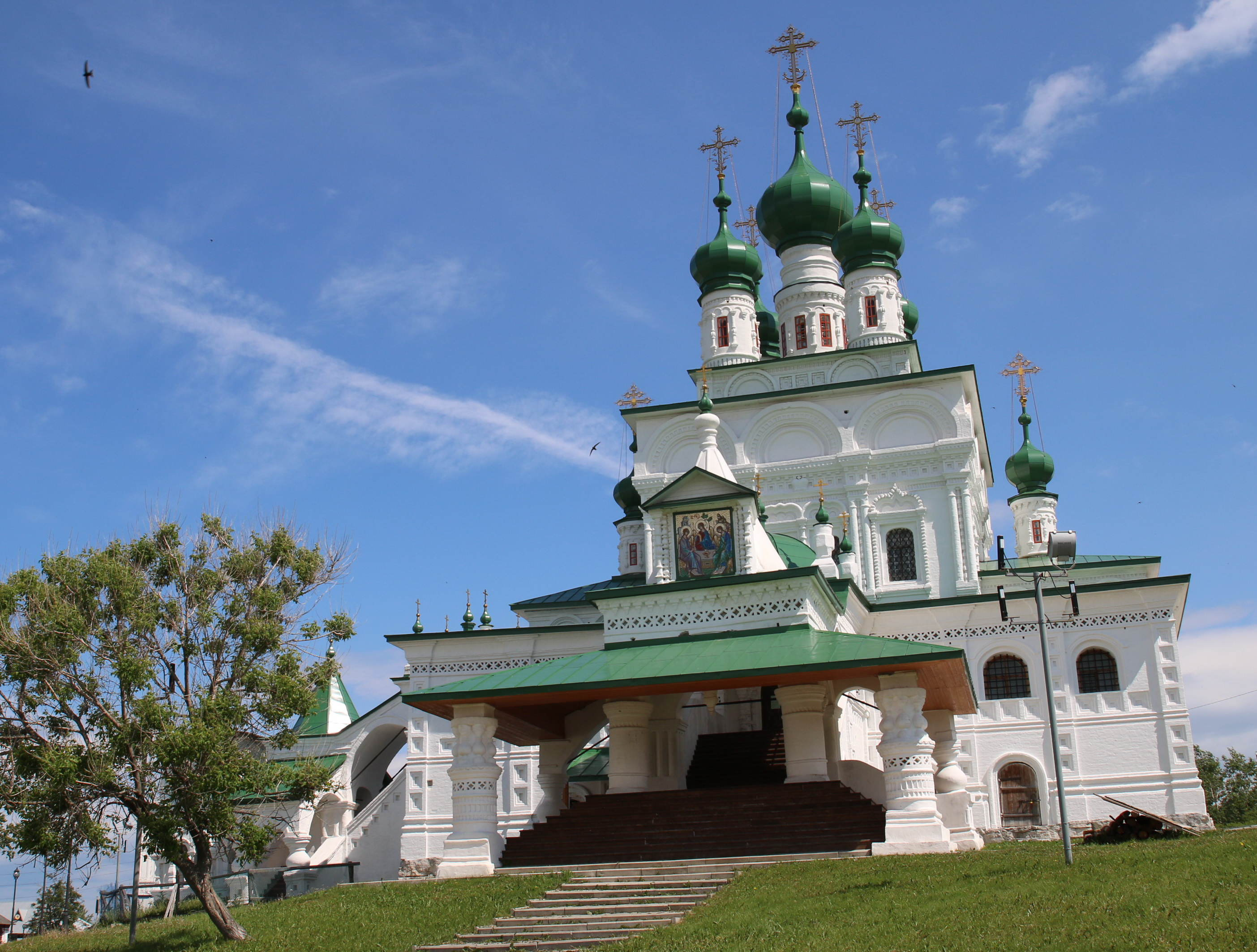
The Trinity Cathedral, 1683–97
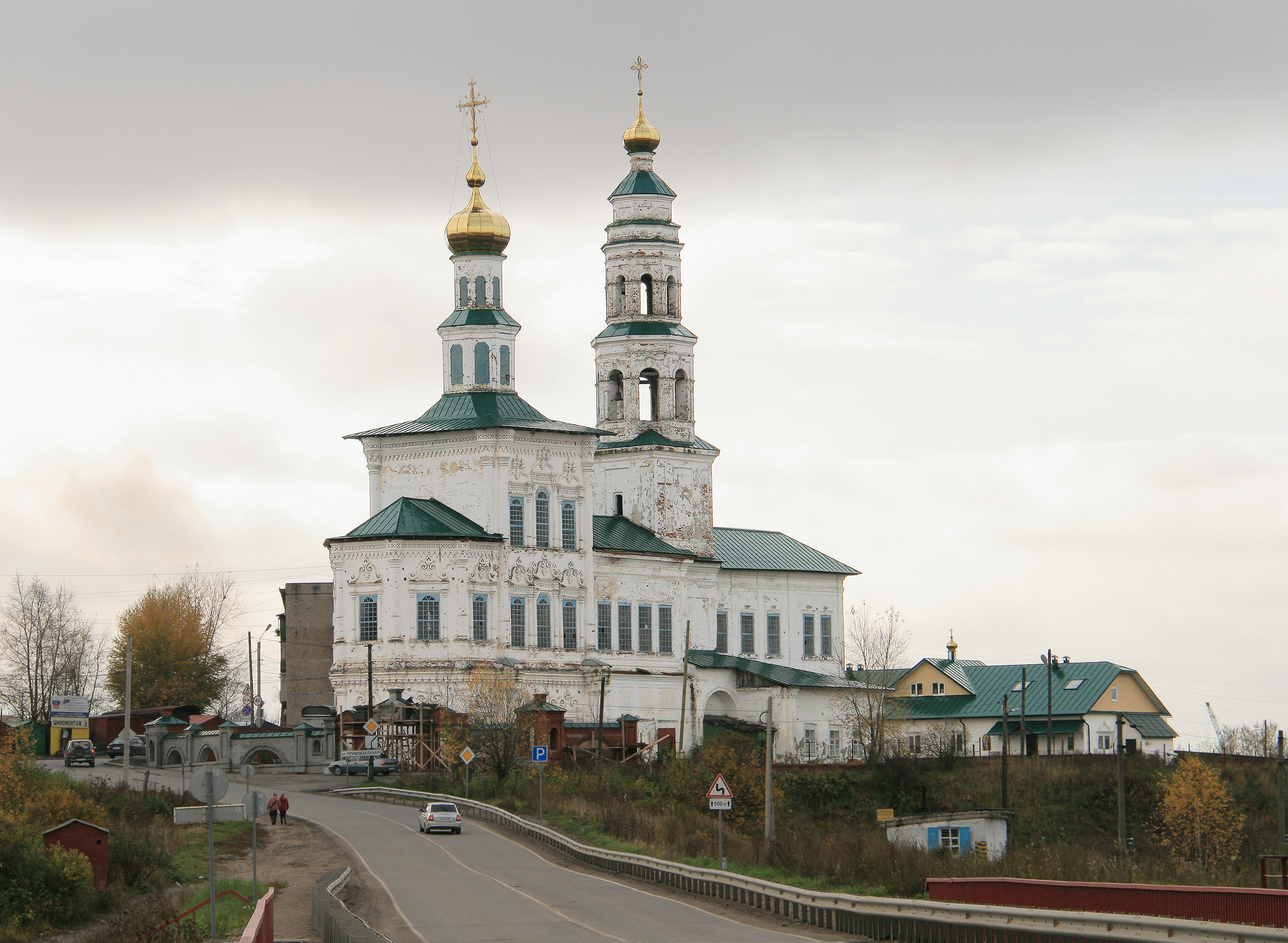
1721–28年に建築された洗礼者ヨハネ教会（Иоанно-Предтеченская церковь）
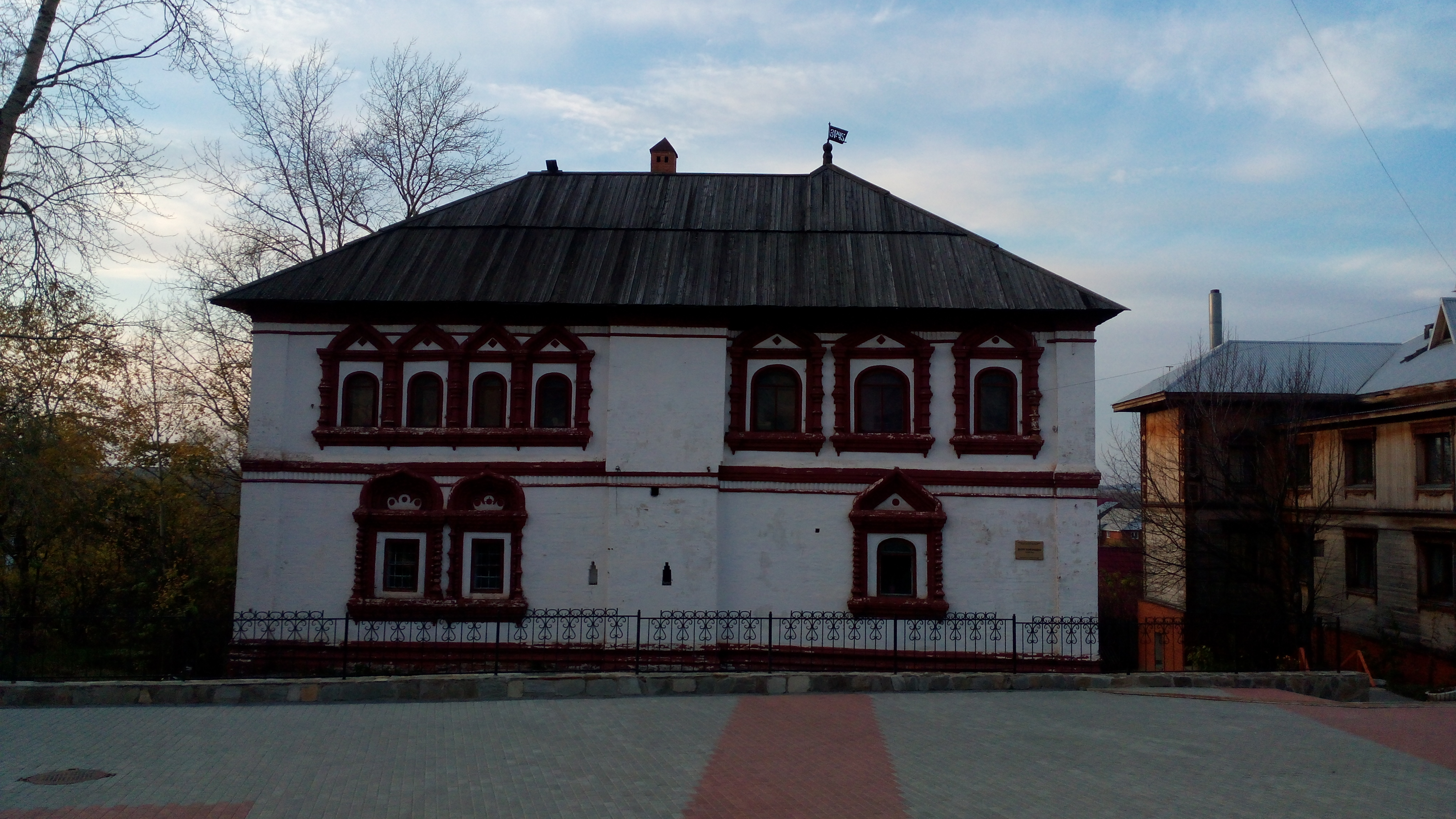
1673-1688年に建築された知事の住居（Дом воеводы）
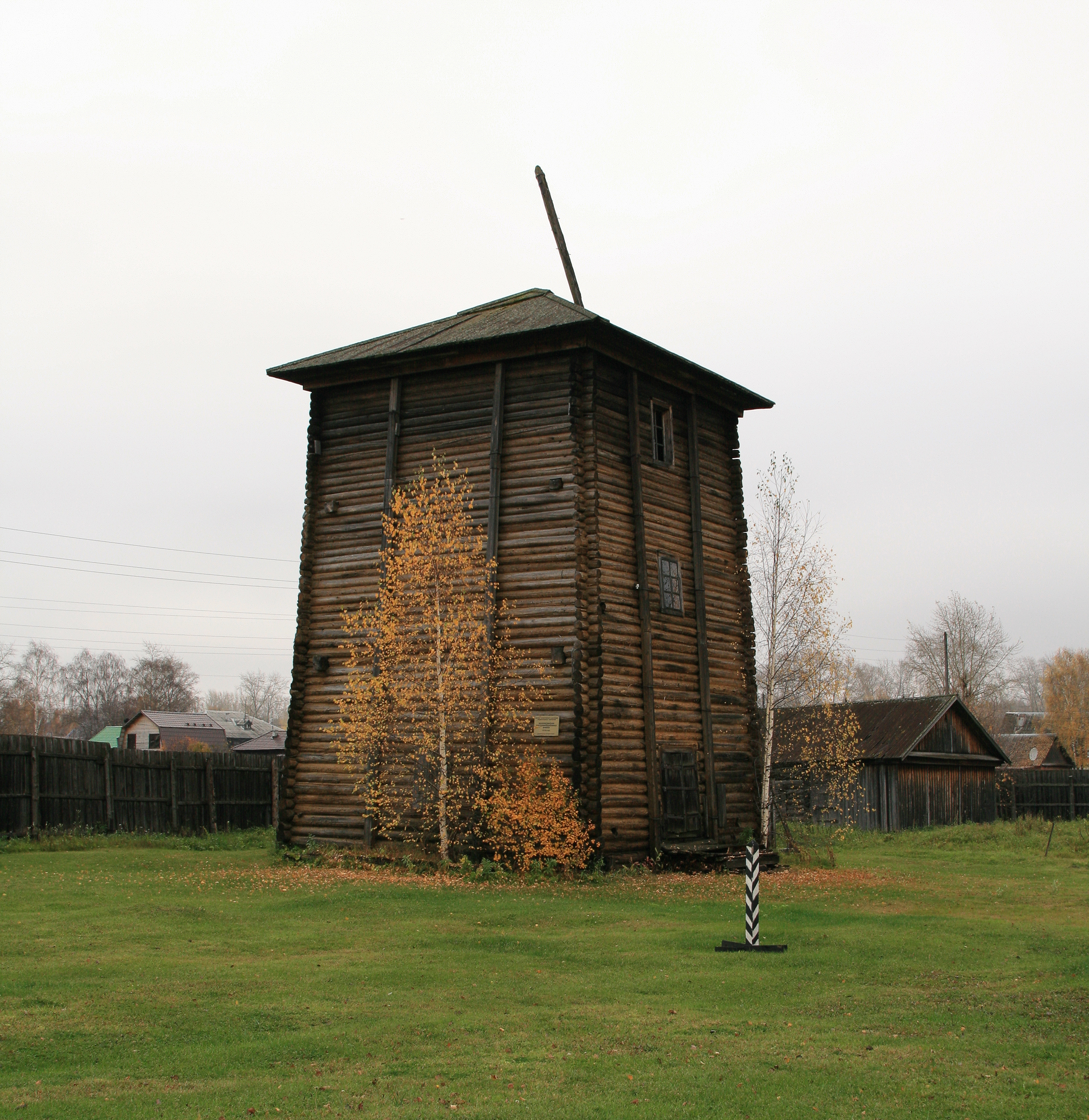
製塩博物館